# Jared Martin
Jared Martín (Queens, Nueva York; 21 de diciembre de 1941-Filadelfia, Pensilvania; 24 de mayo de 2017) nacido con el nombre de Charles E. Martin, fue un actor estadounidense. 

## Biografía
Fue hijo de Charles E. Martin, prolífico artista de portada y dibujante de la revista The New Yorker, y su esposa Florence Taylor, artista y ama de casa. A la edad de 13 años Jared Martin comenzó a actuar cuando sus padres le dieron la opción de aprender a tocar el piano o actuar en el grupo de teatro infantil local. A los 14 años se matriculó en la escuela de Putney donde continuó su interés por el teatro y descubrió los deportes, donde atrajo la atención como atleta.
En la Universidad de Columbia, a pesar de poder haber sido atleta decidió ser actor y su compañero de domicilio allí era Brian De Palma. Comenzó su carrera en la televisión actuando en pequeños papeles en series populares como Columbo. Su oportunidad para la fama se presentó en 1977 cuando representó el papel de Varian, el hombre del futuro, en la serie de ciencia ficción, Viaje fantástico (transmitida por TVE en 1978). La serie solamente duró 10 episodios pero Jared Martín se estableció como actor conocido. La fama internacional le vino en 1979 con su papel en Dallas.
Jared Martín se casó en tres ocasiones. Su última mujer fue la bailarina clásica china Wu Jei, con la que tuvo un hijo. Vivía en Filadelfia, donde su compañía “The Big Picture Alliance” ayudaba a jóvenes desamparados a obtener aptitud para trabajar en la industria del cine.

## Filmografía (Selección)
| Año  | Título                               | Función                | Notas                              |
| ---- | ------------------------------------ | ---------------------- | ---------------------------------- |
| 1968 | Murder à la Mod                      | Chris                  | Primera película de Brian de Palma |
| 1972 | Lapin 360                            |                        |                                    |
| 1980 | Los niños que sabían demasiado       | Senador Nelson Dunning | Telefilme                          |
| 1984 | Roma, año 2072 D.C.: los gladiadores | Drake                  |                                    |

| Año       | Título                                          | Función            | Notas                                |
| --------- | ----------------------------------------------- | ------------------ | ------------------------------------ |
| 1977–1977 | Viaje fantástico                                | Varian             | 10 episodios                         |
| 1979–1991 | Dallas                                          | Dusty Farlow       | 34 episodios                         |
| 1988–1990 | La guerra de los mundos II: la nueva generación | Harrison Blackwood | 44 episodios; protagonista principal |